# 얼굴없는 달
《얼굴없는 달》(일본어: 顔のない月 가오노나이쓰키[*])은 2000년 12월 22일에 오비트의 ROOT브랜드로 발매된 에로게이다. 또한 그 게임을 원작으로 한 성인용 애니메이션이기도 하다.

## 개요
오비트의 처녀작이다. 시스템은 커맨드 선택 어드벤처 형식이고, 전기 요소가 강한 줄거리, 미려한 그래픽, 농후한 성애 묘사, 이것들을 돋보이게 하는 화려한 성우진과 배경음악으로 호평을 받았다. 이를 바탕으로 2001년에는 핑크 파인애플에서 《얼굴없는 달》(영문명 : No Surface Moon THE ANIMATION)이란 제목으로 애니메이션을 만들었다. 2007년에는 본편 엔딩 중 하나로부터 이어지는 속편 《도화월탄》이 발매되었다.

## 발매연혁
- 2000년 12월 22일 - CD-ROM 초회한정판
- 2000년 12월 28일 - CD-ROM 통상판
- 2001년 8월 10일 - Limited Collection판
  - 외전 〈어펙션〉과 〈사각(死角)〉을 수록.
- 2002년 5월 24일 - DVD-ROM COLLECTERS EDITION 초회판
- 2002년 5월 31일 - DVD-ROM COLLECTERS EDITION 통상판
  - 이상 두 가지는 게임시스템을 재조정한 외전을 수록. 미디어도 DVD-ROM으로 바꿈.
- 2005년 4월 15일 - DVD-ROM COLLECTORS EDITION RENEWAL 초회판
- 2005년 4월 30일 - DVD-ROM COLLECTORS EDITION RENEWAL 통상판
  - 이상 두 가지는 DVD-ROM COLLECTERS EDITION판의 염가판
- 2007년] 12월 28일 - 다운로드Digiket.com 독점선행판매판
- 2008년 1월 11일 - 다운로드 일반판매판

## 게임

### 제작진
- 시나리오:일본어: 古耕章太郎, 일본어: 宙形安久里, 세로리
- 캐릭터 원안, 총감수:카넬리안
- 음악:KIM'sSOUNDROOM

### 줄거리
도쿄에 살던 주인공 하야마 코이치는 은사 모토야마 교수의 강권 등으로 해서 본가인 쿠라키 가에 찾아온다. 마을로부터 떨어진 곳에 있는 쿠라키 집안은 쿠라키 신사를 중심으로 한 지역에 절대적인 지배력을 갖고 있다. 수일간 악몽에 시달리던 코이치는 어느날 들쳐업고 가듯이 쿠라키 집안 당주의 방에 옮겨진다.
지금까지 여성의 얼굴을 보아도 그것이 얼굴임을 인식하지 못했던 코이치는, 그곳에서 처음으로 여성의 얼굴을 볼 수 있게 된다. 그곳에 있던 소녀의 이름은 쿠라키 스즈나. 그 여자가 자신의 정혼자라는 사실을 고이치는 아직 모른다······.

### 등장인물
하야마 코이치(羽山 浩一, はやま こういち)
성우 : 이시다 아키라 (OVA)
주인공. 호조 대학 모토야마 교수의 연구실 소속 대학생. 미청년이지만 여성의 얼굴을 인식하지 못하는 특이한 병을 앓고 있다. 모토야마 교수의 권유로 어릴 적에 살던 신슈의 구라키 산에 방문하는데, 거기서 갑자기 구라키 스즈나와 약혼한 사이라는 사실이 밝혀져 당주가 되어버린다. 지독한 흡연자에 강인한 정력의 소유자.
쿠라키 스즈나(倉木 鈴菜, くらき すずな)
성우 : 카와이 하루카 (게임)/고바야시 사나에, 다구치 히로코(제5야~ ) (OVA)
메인 히로인. 1982년생. 쿠라키 가의 전 당주인 쿠라키 젠지로(倉木善治郎, くらき ぜんじろう)와 그 아내인 유리코의 딸로서 쿠라키 신사의 무녀이기도 하다. 음의 기운이 강하다. 코이치의 약혼녀이나 코이치의 성폭행으로 첫 경험으로 순결을 잃는다. 제멋대로인 면이 있고, 편지 쓰는 법이나 패밀리 레스토랑의 존재도 모르는 등 온실 속에서 자라난 미소녀이기도 하다. 코이치와 같은 뻔뻔하고 거친 말을 내뱉는 상대를 만난 적이 없기 때문에 반감을 가지면서도 점점 마음이 끌리게 되고, 여성으로서도 눈을 떠 간다.
하루카와 토모미(春川 知美, はるかわ ともみ)
성우 : 미사키 토모미 (게임)/아사이 키요미 (OVA)
쿠라키 가의 주치의인 하루카와 잇페이(春川一平)의 양녀로 구라키 가의 메이드이다. 질문을 부드럽게 받아넘기는 일이 많고 내향적인 면도 있으나 당주인 코이치에 대한 신뢰는 두텁다. 안경이 어울리는 귀여운 얼굴에 빼어난 몸매(특히 가슴)를 갖춘 상당한 미녀이기도 하다. 쿠라키 가의 메이드로서도 순종적이고, 코이치의 성적인 요구에도 때와 장소를 가리지 않고 응한다.
참고로, 야미와 모자와 책의 여행자에 등장하는 토모미와 리츠코는 이 토모미에서 스핀 오프된 캐릭터이다.
쿠리하라 사야카(栗原 沙也加, くりはら さやか)
성우 : 모토이 에미 (게임)/타카노 나오코 (OVA)
쿠라키 가의 메이드. 또랑또랑하고 명랑한 소녀로 코이치를 주인이라기보다는 친구에 가깝게 대하고 있다. 스즈나나 토모미에 비하면 가냘픈 용모이나, 모토야마 교수에 따르면 일찍이 인기를 날리다 갑자기 실종된 야마토 루리(山都瑠璃)라는 여배우와 닮았다는 듯하다.
아즈마 이오(東 衣緒, あずま いお)
성우 : 후쿠시 마리오 (게임)
스즈나의 사촌으로 쿠라키 가 방계의 피를 잇는 미소년. 코이치 일행이 도착하기 며칠 전부터 쿠라키 가에 체류하고 있다. 도서관에서 쿠라키에 관한 문헌을 열심히 조사하던 학자풍의 인물로서, 모토야마 교수의 저작이나 연구에 흥미를 보인다. 토모미에 연심을 품고 있는데······.
참고로, 야미와 모자와 책의 여행자의 히로인인 아즈마 하즈키는 이오의 친여동생이라는 설정이다. 《도화월탄》에는 미청년으로 성장한 모습으로 등장한다.
사와구치 치카코(沢口 千賀子, さわぐち ちかこ)
성우 : 후지와라 미오코 (게임)
코이치의 옛 애인으로 지금도 친구로서 친구 관계를 유지하고 있는, 날씬한 미녀이다. 모토야마 교수의 조수로서 연구실에 소속되어 있다. 냉정한 말투를 쓰는 일이 많지만 차가운 성격은 아닌 모양이다. 여름에도 항상 검은 가죽 장갑을 끼고 있다.
쿠라키 유리코(倉木 由利子, くらき ゆりこ)
성우 : 마츠다 미나 (게임판)/이토 미키 (OVA)
쿠라키 가의 전 당주인 젠지로의 아내이고 스즈나와 미즈나의 어머니. 1963년생. 다 큰 딸이 둘이나 있다고는 생각하기 힘들 정도로 젊고 요염해 보인다. 병으로 누워 있던 실권자 쿠라키 치요(倉木チヨ)를 대신해서 저택의 관리를 맡고 있다. 코이치를 쿠라키 가의 당주로서 맞아들인 후, 반쯤은 강제로 스즈나와의 결혼을 추진하고 있다. 코이치에 대한 호칭이 변할 때가 있는데 여기에는 이유가······.
쿠라키 미즈나(倉木 水菜, くらき みずな)
스즈나 이외에 또 한 사람의 쿠라키 가 무녀로 스즈나의 쌍둥이 언니이다. 1982년생. 쿠라키 가에서 쌍둥이는 금기시되기 때문에 어릴 적에 스즈나와 떨어져 살게 되었다. 현재는 동굴 속 암자에서 조용히 살고 있다. 미즈나의 존재 자체는 비밀로 되어 있어 어렴풋이 기억하고 있는 스즈나조차도 '귀여워하던 곰인형을 그렇게 생각하고 있던 게 아닐까' 하는 어른들의 말에 넘어갔을 정도. 스즈나하고는 반대로 양의 기운이 강하고 스즈나 이상으로 바깥 세상과 접한 일이 없기 때문에 지극히 순수하고 순진하다. 동굴 근처의 냇가에서 놀고 있다가 코이치와 만나게 된다.
《도화월탄》에는 후우(フウ)라는 이름으로 등장한다.
모토야마(本山) 교수
성우 : 나카 히로시 (게임)
하야마가 다니는 호조 대학의 민속학 교수로 이름은 알 수 없다. 남에게 미움 받지 않는 성격이다.

## 애니메이션

### 개요
《얼굴없는 달》(영문명 : No Surface Moon THE ANIMATION)이라는 제목으로 핑크 파인애플에서 발매하였다. 원래는 4화로 끝날 예정이었지만 인기가 좋아 한 화가 더 나왔다.
북아메리카 지역에서는 《MOONLIGHT LADY》(문라이트 레이디)라는 제목으로 정식 발매되었다.
대한민국에도 JJ미디어웍스에 의하여 수입되었다. 캐치온 플러스(현 캐치온2)에서 「에로틱 아일랜드」라는 제목으로 방영했다. 2005년 10월에 5화 중 4화까지만 방영되었고, 2005년 12월 방송통신심의위원회의 심의에 걸려서 해당 방송프로그램의 정지 처분을 받았다. 이후 애니박스에서 2008년에 자막으로 방영되었지만 5화 중 3화까지만 방영되고, 상반신 노출을 제외하면 섹스씬은 모조리 잘려나갔다.

### 제작진
- 원작：ROOT
- 기획 :
- 영화감독：사토 도시하루 (제1야~제4야), 아라키 히데키(제5야)
- 시리즈 구성：아라카와 마사노부
- 각본：아라카와 마사노부(제1야~제3야), 하나아오이 아야코(제4야), 세키마치 다이후(제5야)
- 그림 콘테：사토 도시하루 (제1야~제4야), 아라키 히데키(제5야)
- 캐릭터 원안·총감수:카넬리안
- 캐릭터 디자인：이시하라 메구미
- 작화감독：이시하라 메구미(제1야~제3야, 제5야), 핫토리 노리토모(제4야)
- 애니메이션 제작:：이매진(제1야~제4야), ORADA COMPANY(제5야)
- 제작：핑크파인애플

### 시리즈 일람
모두 DVD로 발매되었다.
- 제1야 〈동백〉 (2001년 12월 8일) / 국내 첫 방영: 캐치온 2005년 10월 11일 / 애니박스 2008년 방영 H씬 모두 삭제
- 제2야 〈해바라기〉 (2002년 7월 26일) / 국내 첫 방영: 캐치온 2005년 10월 18일 / 애니박스 2008년 방영 H씬 모두 삭제
- 제3야 〈작약〉 (2002년 12월 27일) / 국내 첫 방영: 캐치온 2005년 10월 25일 / 애니박스 2008년 H씬 모두 삭제
- 제4야 〈흰 백합〉 (2003년 6월 13일) / 국내 첫 방영: 캐치온 2005년 11월 1일 / 방심위 해당 프로그램 중지 처분: 2005년 12월 13일
- 제5야 〈만주사화〉 (2004년 7월 23일)
- 총집특별편 〈~옛날~〉 (2004년 8월 27일)
  - 제1야부터 제4야까지의 섹스신을 중심으로 재편집한 총집편.
- GOLD DISC BOX 〈유희〉 (2007년 2월 23일)
  - 본편 5화에 총집특별편까지 포함한 6권을 골드 디스크 두 장 짜리로 수록하였다. 같은 내용을 수록한 PSP판 2장도 동봉했다.

## 같이 보기
- 야미와 모자와 책의 여행자 - 얼굴없는 달은 이 게임에 등장하는 어떤 책 속의 세계라는 설정
- 도화월탄 - 이 작품의 한 엔딩에서 이어지는 속편